# جوليانا تشافيس سانتوس
جوليانا تشافيس سانتوس (بالبرتغالية: Juliana Chaves Santos‏) هي لاعبة جمباز فني برازيلية، ولدت في 13 يونيو 1990 في بورتو أليغري في البرازيل.